# Poonam Bajwa
Poonam Bajwa (ur. 5 kwietnia 1989) – indyjska aktorka.

## Życiorys
Urodziła się w Pune, w pendżabskiej rodzinie. Jest starszą córką Amarjita Singha i Deepiki. Pracę w Tollywood rozpoczęła grając w Modati (2005). Obraz ten odniósł sukces, dzięki czemu Bajwa otrzymała możliwość zagrania w filmie Boss (2006), u boku Nagarjuny. Pozytywne oceny z jakimi spotkała się ta produkcja, a także rola w dobrze przyjętym Venuka (2007) zapewniły jej pozycję jednej z czołowych aktorek przemysłu filmowego w telugu. W 2008 zadebiutowała w Kollywood (Thenavettu). Następnie zagrała jeszcze między innymi w Seval oraz Kacheri Arambam, zdobywając znaczną popularność wśród odbiorców tamilskich.